# Battaglia di Loch Ryan
La battaglia di Loch Ryan venne combattuta nel febbraio del 1307 tra le forze scozzesi guidate da Alexander e Thomas Bruce, fratelli minori di Roberto I di Scozia, e l'esercito reale inglese guidato da Dungal MacDouall, uno scoto fedele all'Inghilterra.

## La battaglia
La lotta di re Roberto I per l'indipendenza scozzese ebbe inizio nelle sue terre ancestrali di Annandale e Carrick, nel 1307. Mentre il re conduceva l'offensiva principale, i suoi due fratelli Alexander e Thomas, accompagnati da vari importanti nobili scoto-irlandesi come Malcolm McQuillan e sir Reginald Crawford, dovevano condurre i rinforzi via mare.
Le forze scozzesi erano composte da circa 1000 uomini e 18 galee, che giunsero nell'insenatura di Loch Ryan e sbarcarono presso Stranraer. Incontrarono tuttavia una fiera resistenza, e vennero sopraffatte dai locali guidati da Dungal MacDouall, un signorotto locale fedele agli inglesi che aveva ottenuto degli uomini direttamente da re Edoardo I d'Inghilterra.
La battaglia fu un disastro per gli scozzesi, e solo due galee su diciotto riuscirono a fuggire. Tutti i capi della spedizione invece vennero fatti prigionieri. Dungal MacDouall ne fece giustiziare sommariamente alcuni, mentre trasferì Alexander e Thomas Bruce a Carlisle, in Inghilterra, dove vennero giustiziati tramite impiccagione, sventramento e squartamento. Le teste dell'irlandese McQuillan e di altri capi vennero inviate a re Edoardo I a Londra come trofei.